# Horsarrieu
Horsarrieu (gaskonsko Horcs Arriu) je naselje in občina v francoskem departmaju Landes regije Akvitanije. Naselje je leta 2009 imelo 630 prebivalcev.

## Geografija
Kraj leži v pokrajini Gaskonji ob reki Louts, 27 km jugozahodno od Mont-de-Marsana.

## Uprava
Občina Horsarrieu skupaj s sosednjimi občinami Aubagnan, Castelner, Cazalis, Hagetmau, Labastide-Chalosse, Lacrabe, Mant, Momuy, Monget, Monségur, Morganx, Peyre, Poudenx, Sainte-Colombe, Saint-Cricq-Chalosse, Serres-Gaston in Serreslous-et-Arribans sestavlja kanton Hagetmau s sedežem v Hagetmauu. Kanton je sestavni del okrožja Mont-de-Marsan.

## Zanimivosti
- gotska cerkev sv. Martina iz 15. in 16. stoletja,
- hospic z monolitno arhaično kalvarijo, zavetišče romarjev na poti Via Lemovicensis v Santiago de Compostelo,
- arena Horsarrieu.